# Konopný klub
Konopný klub je forma neziskového spolku nebo sdružení, jehož cílem je sdílené pěstování a konzumace konopí jeho členy. Tyto kluby se obvykle zakládají v rámci právních možností dané země, často jako reakce na omezení či kriminalizaci individuálního držení nebo pěstování konopí. Model konopných klubů vznikl ve Španělsku a odtud se rozšířil do dalších zemí.

## Princip fungování
Konopné kluby fungují na bázi členské základny. Každý člen přispívá na náklady pěstování a provozu a má nárok na přiměřený podíl z úrody. V ideálním případě pěstují konopí výhradně pro vlastní potřebu členů klubu, nikoli pro prodej veřejnosti, čímž se snaží vyhnout porušení zákonů o distribuci drog.
Podle Evropského monitorovacího centra pro drogy a drogovou závislost (EMCDDA) je klíčovým rysem těchto klubů jejich neziskový charakter, omezený počet členů a transparentnost provozu.

## Konopné kluby v Evropě
Nejrozšířenější jsou konopné kluby ve Španělsku, kde fungují v právním rámci umožňujícím soukromou konzumaci a sdílení konopí v uzavřeném kruhu. V Belgii je provozování konopného klubu za určitých podmínek rovněž tolerováno.

### Německo
Od roku 2024 Německo zavedlo v rámci zákona 109/2024 možnost zřizování tzv. Anbauvereine (pěstitelských spolků), což je právní forma velmi blízká konopným klubům. Tyto spolky mohou pěstovat konopí pro své členy, přičemž musí splňovat přísná pravidla, například omezený počet členů (max. 500), zákaz veřejné reklamy, povinné školení členů nebo vedení evidence produkce a výdeje. Systém rovněž zakazuje konzumaci v prostorách spolku.
Bavorská vláda se rozhodla, že počet klubů omezí na jeden klub na 6 000 obyvatel.

## Česká republika
V České republice není existence konopných klubů upravena zákonem. Jednotlivci mohou pěstovat až pět rostlin konopí pro osobní potřebu, avšak sdílení nebo kolektivní pěstování je právně problematické. Přesto se v Česku rozvíjí občanské iniciativy, které se snaží o zavedení modelu konopných klubů jako bezpečné a regulované alternativy k černému trhu.
Vznikla zde například[ujasnit] Asociace konopných klubů České republiky, která sdružuje jednotlivce i organizace usilující o změnu legislativy a propagaci komunitního přístupu ke konopí. Podle vlastních údajů se jedná o cca 90 osob.

## Legislativa
Legislativní přístup ke konopným klubům se v Evropě výrazně liší. Některé země, jako Španělsko, Belgie nebo Německo (od 1.7.2024), připouštějí za určitých podmínek fungování těchto klubů. 
Podmínky fungování klubu v Německu jsou:
- maximálně 500 členů
- měsíční limit až 50g sušiny na uživatele, maximální dávka na den je 25g
- uživatelé do 21 let mohou konzumovat maximálně 30 gramů za měsíc s limitem THC v sušině do 10%
- kluby smějí prodávat pouze květy konopí a něsmějí provozovat doručování a nebo reklamu[4]

Jinde, včetně České republiky, zůstává situace právně nejasná a kluby fungují v šedé zóně či v rámci občanské neposlušnosti. Pirátská strana navrhla v roce 2025 zákon na legalizaci, který má institut sdíleného pěstování, který se dá přirovnat k konopným klubům.